# 5e régiment de dragons
Das Régiment Colonel-Général dragons – zuletzt 5e régiment de dragons (5e RD) ist ein aktiver Verband der französischen Kavallerie, der 1668 aufgestellt wurde. Aktuell gehört es zu 7e brigade blindée.

## Aufstellung und signifikante Änderungen

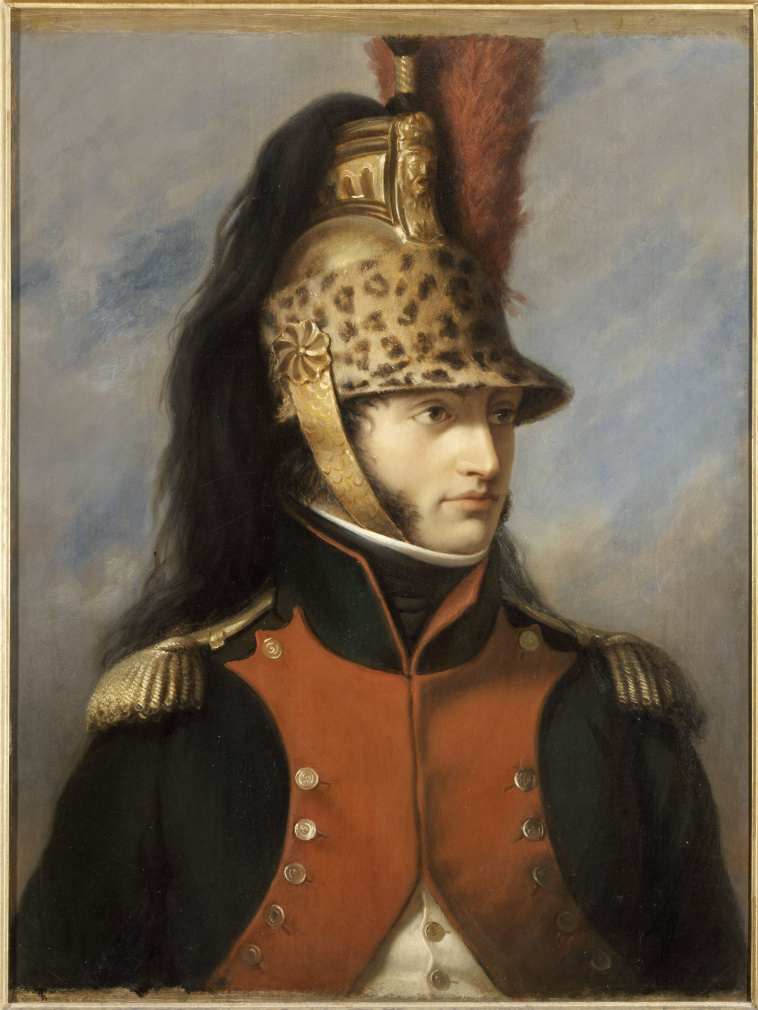
Louis-Bonaparte als Colonel des 5e régiment de dragons, Charles Jalabert, d’après Jean-Baptiste Isabey, 1852, Musée national du Château de Malmaison.

- 1668: Aufgestellt als Régiment Colonel-Général dragons aus dem «Régiment dragons étrangers du Roi»
- 1791: Umbenannt in: 5e régiment de dragons
- 1814: Umbenannt in: Régiment des dragons du Dauphin (Nr. 3)
- 1815: Umbenannt in: 5e Régiment de dragons
- 1816: Umbenannt in:  Régiment des dragons de l'Hérault (Nr. 5)
- 1825: Umbenannt in: 5e régiment de dragons
- 1928: Aufgelöst
- 1929: Wiedererrichtet als 5e bataillon de dragons portés mit Übernahme der Tradition der 6e groupe de chasseurs cyclistes und des 5e régiment de dragons
- 1939: 5e régiment de dragons portés
- 1942: Aufgelöst
- 1944: Wiedererrichtet als 5e régiment de dragons
- 1946: Aufgelöst
- 1948: Wiedererrichtet als 5e régiment de dragons
- 1951: Aufgelöst
- 1953: Wiedererrichtet als 5e régiment de dragons
- 1. Juni 1964 : Aufgelöst; das  7e régiment de chasseurs à cheval wurde in 5e régiment de dragons umbenannt.

umbenannt
- 2003: zum 30. Juni aufgelöst
- Januar 2016 : Wiederaufstellung als Lehrregiment im „CENTAC[2] - 5e régiment de dragons“
- 1. Juli 2016 : Im Rahmen der Neuausrichtung des französischen Heeres Unterstellung unter die „7e brigade blindée“

## Mestres de camp/Colonels/Chefs de brigade
Mestre de camp war die Rangbezeichnung für den Regimentsinhaber und/oder den tatsächlichen Kommandeur. Sollte es sich bei dem Mestre de camp um eine Person des Hochadels handeln, die an der Führung des Regiments kein Interesse hatte (wie z. B. der König oder die Königin) so wurde das Kommando dem Mestre de camp lieutenant (oder Mestre de camp en second) überlassen. Die Bezeichnung Colonel wurde von 1791 bis 1793 und ab 1803 geführt, von 1793 bis 1803 verwendete man die Bezeichnung Chef de brigade. Ab 1791 gab es keine Regimentsinhaber mehr.
- Als Colonel général

| - 1668: Antonin Nompar de Caumont de Puyguilhem, Duc de Lauzun - 1669: Nicolas d'Argouges, Marquis de Rannes - 1678: Louis-François de Boufflers - 1692: René de Froulay de Tessé, Comte de Tessé - 1703: Antoine V de Gramont, Duc de Guiche - 1704: François de Franquetot de Coigny, Duc de Coigny | - 1734: Jean-Antoine-François de Franquetot, Comte de Coigny - 1748: François de Franquetot de Coigny, Duc de Coigny - 1754: Marie-Charles-Louis d'Albert de Luynes, Duc de Chevreuse - 1771: François-Henri de Franquetot de Coigny, Duc de Coigny - 1783: Louis-Joseph-Charles-Amable d'Albert de Luynes, Duc de Luynes |

## Regimentskommandanten
Mestre de camp war bis 1791 die Rangbezeichnung für den Regimentsinhaber und/oder den tatsächlichen Kommandanten eines Kavallerieregiments. (Von 1791 ab wurde der Rang Mestre de camp durch Colonel und dieser von 1793 bis 1803 durch Chef de brigade ersetzt. Danach hieß es wieder Colonel.) Sollte es sich bei dem Mestre de camp um eine Person des Hochadels handeln, die an der Führung des Regiments kein Interesse hatte (oder zu unerfahren war) so wurde das Kommando dem „Mestre de camp lieutenant“ (oder „Mestre de camp en second“) überlassen. Ab 1791 gab es keine Regimentsinhaber mehr.
| - 1671: Gabriel de Cassagnet, Marquis de Tilladet - 1681: Balthazar Phélypeaux de Châteauneuf, Comte de Saint Florentin - 1692: N. de Saint Mars - 1694: N. Moret de Bournonville - 1702: Charles Legendre de Berville - 1719: N. de Préval - 1727: Jean Toussaint de La Pierre, Marquis de Frémeur - 1744: Gédéon Marie Léopold, Marquis de Goyon - 1748: Charles Marie Léopold, Comte de Dunois - 1758: Marie Jean Louis Riquet, Chevalier de Caraman - 1769: Louis-Joseph-Charles-Amable d'Albert de Luynes, Duc de Luynes - 1771: Jean-Philippe de Franquetot, Chevalier de Coigny - 1780: Jean Jacob, Baron de Coëhorn - 1784: Antoine Louis de La Vieuville, Marquis de Wignacourt - 1786: Hugues Hyacinthe-Timoléon, Duc de Cossé - 1788: Pierre Charles, Comte de Seuil | - 1791: Joachim Charton - 1792: Auguste Marie Henri Picot, Marquis de Dampierre - 1793: Pierre Joseph Le Cler, dit Verdet - 1796: Jean Baptiste Milhaud - 1800: Louis Bonaparte - 1803: Ythier Sylvain Pryvé - 1804: Jacques Nicolas, Baron Lacour - 1808: Louis Ernest Joseph, Comte de Sparre - 1812: Morin - 1815: Canavas de Saint-Amand - 1815: Borie de Vintimille - 1816: de Calvières - 1818: de Hanache - 1830: de Lafitte - 1833: Koenig - 1843: de Solliers |

- Chefs de corps

| - 1900: Villiers - 1903: Granier de Cassagnac - 1906: Gallet - 1907: Boudenat - 1910: de Lallemand du Marais - 1914: Dauve - 1916: Maissiat - 1917: Bucant - 1918: Letixerant - 1920: Morgon - 1921: Herbillon - 1923: Villemont - 1925: Wallace - 1929: de Causans - 1934: de Saint-Laumer | - 1938: Drand de Villers - 1940: Chavannes de Dalmassy - 1940: Brousset - 1940: Watteau - 1944: Georges de la Ferté-Sénectère - 1945: de Legue de Keplean - 1946: de Coulanges - 1948: d'Origny - 1951: Dewatre - 1952: Brute de Remur - 1954: Jouslin de Noray - 1957: Lavigne - 1959: de Chasteignier - 1961: Ceroni - 1964: Duplay | - 1966: Gilliot - 1968: Martin - 1970: Ract-Madoux - 1972: de la Follye de Joux - 1974: Pichot - 1975: Chaix - 1977: Morin - 1978: Allard - 1979: Charpy - 1981: Toujouse - 1983: d'Hérouville - 1985: Millier - 1987: Ledeuil - 1989: Saulais - 1991: Boyer | - 1993: Leduc - 1995: de Quatrebarbes. - 1997: de La Bretoigne - 1999–2001: Colonel Martial - 2001–2003: Colonel Esparbes |

## Uniformen

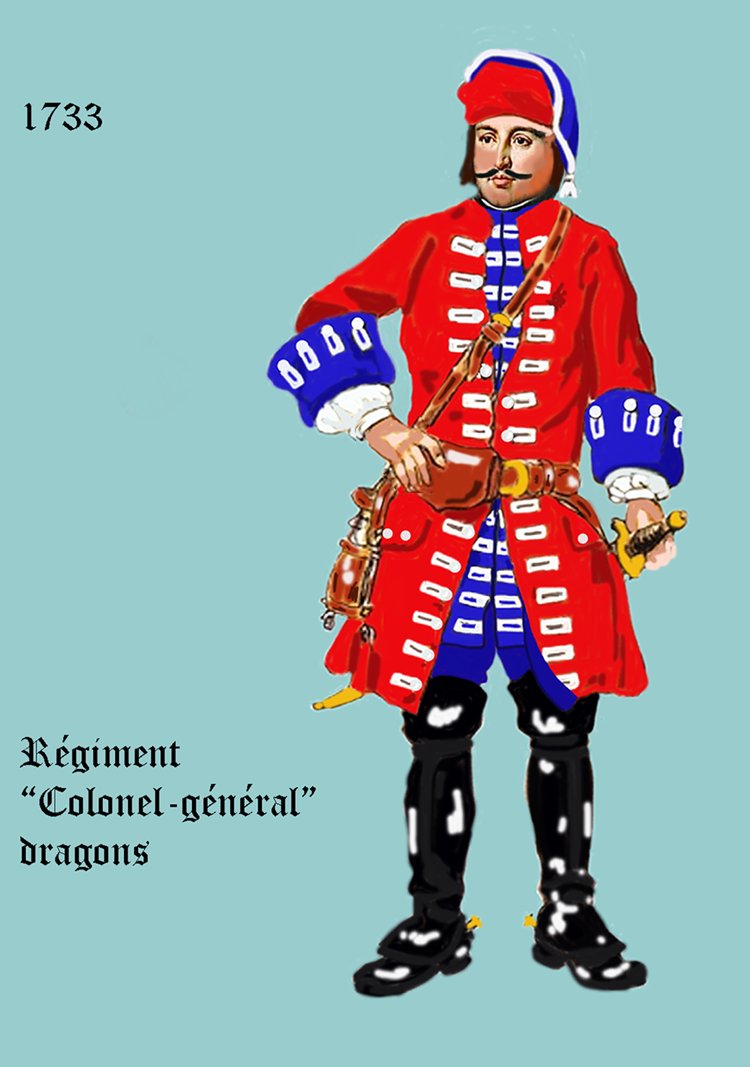
1733 – 1750
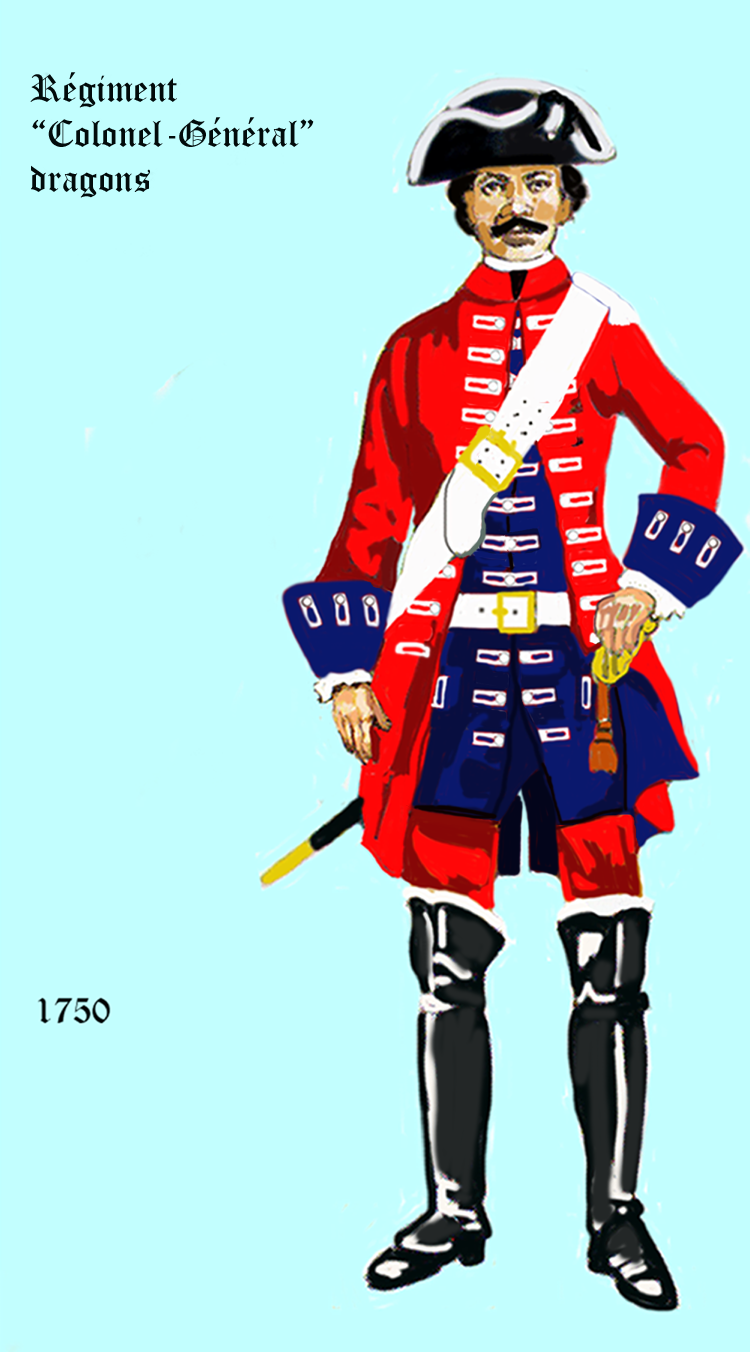
1750 – 1759
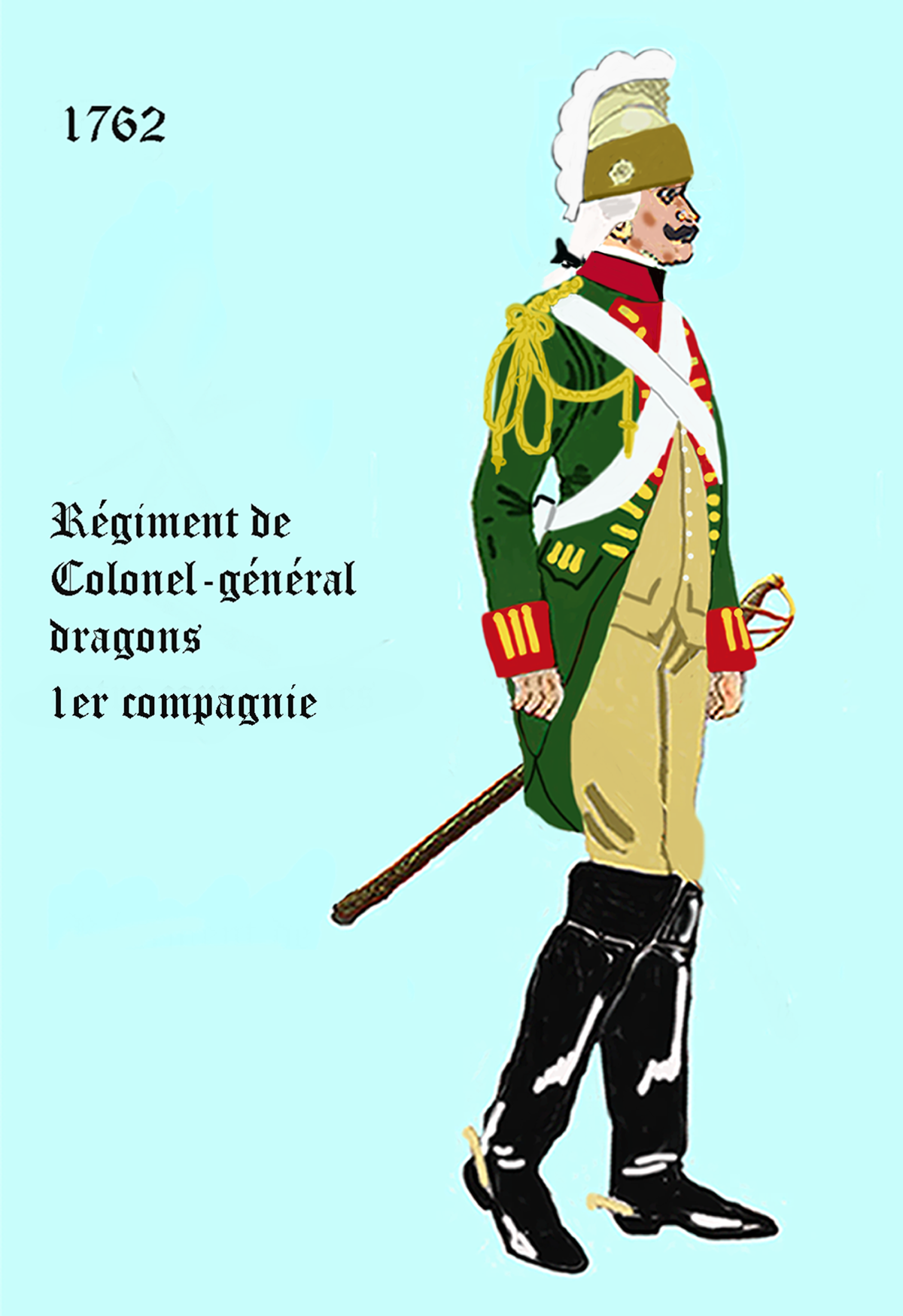
Compagnie du Colonel (1. Kompanie) 1762 - 1776
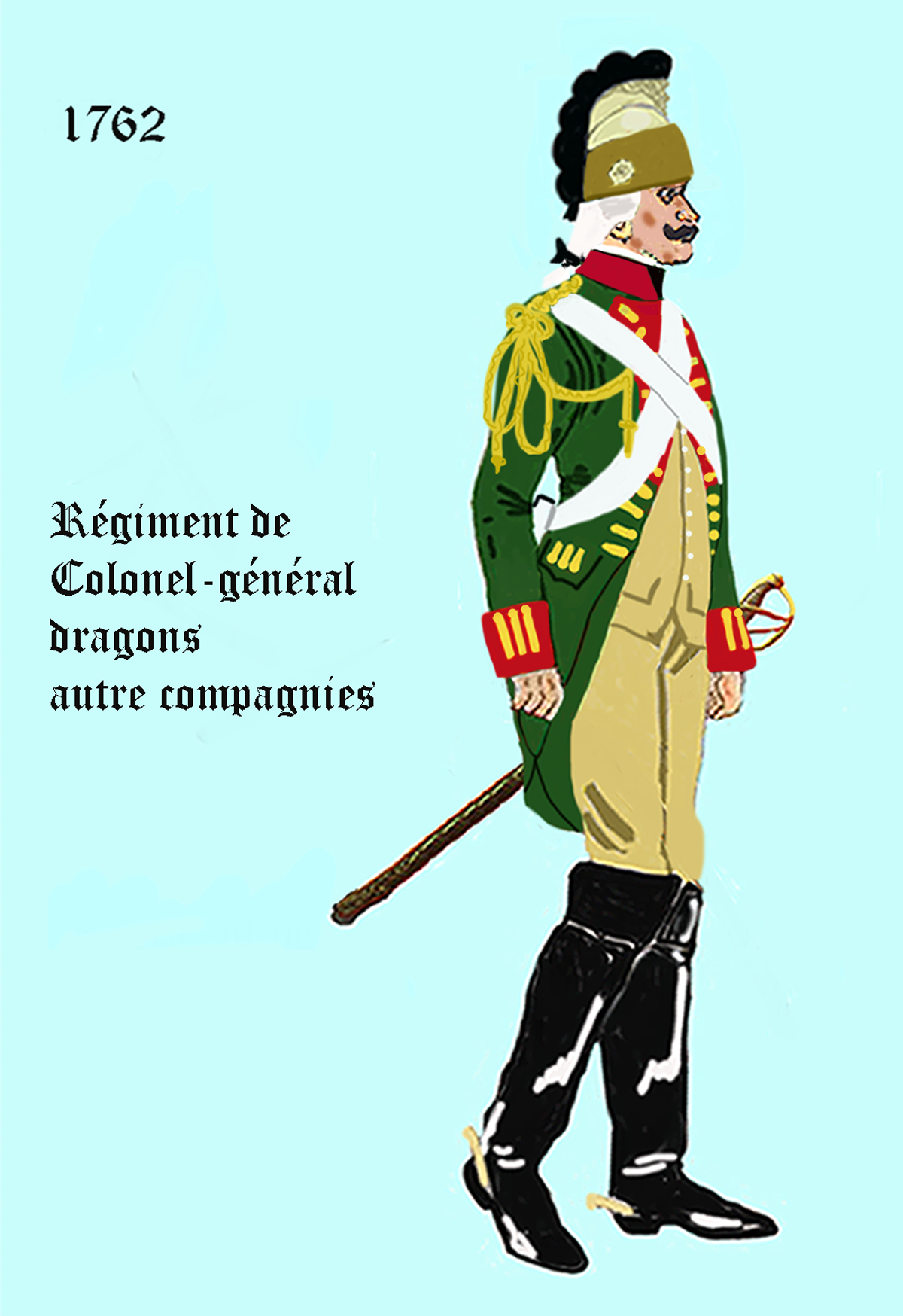
2. und folgende Kompanien 1762-1776
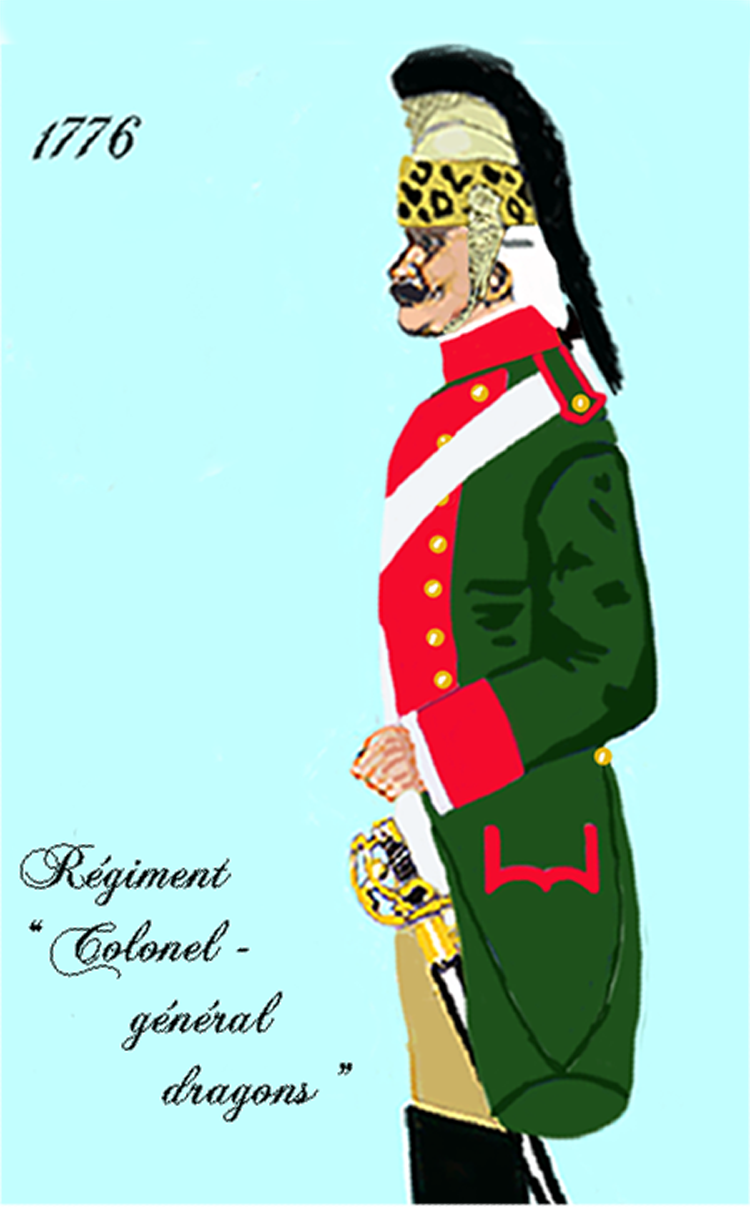
1776
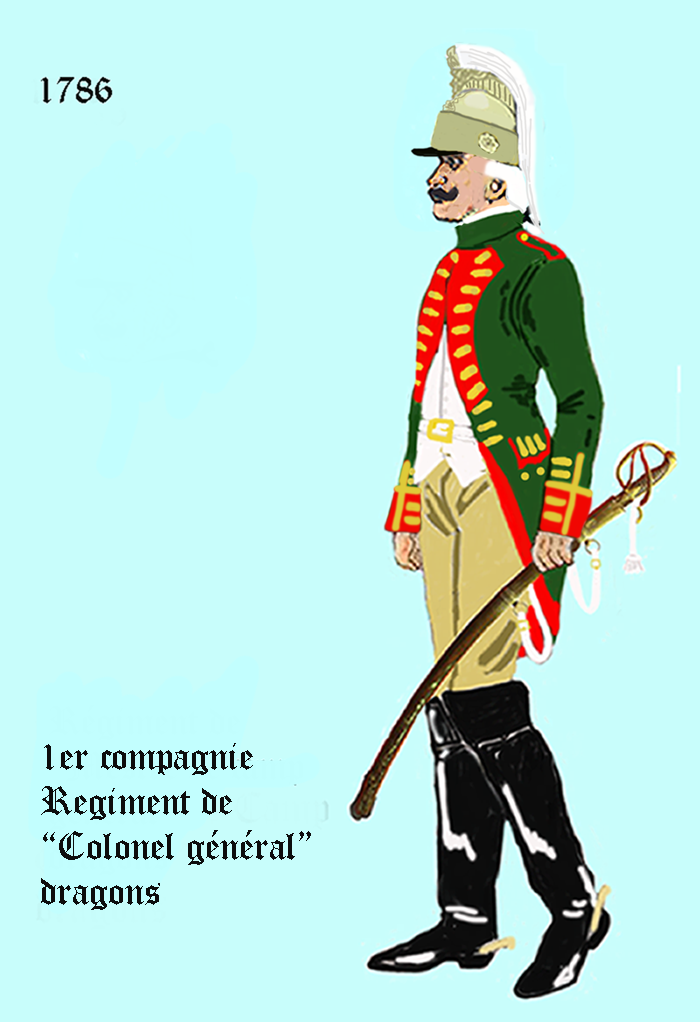
Compagnie du colonel (1. Kompanie) 1786
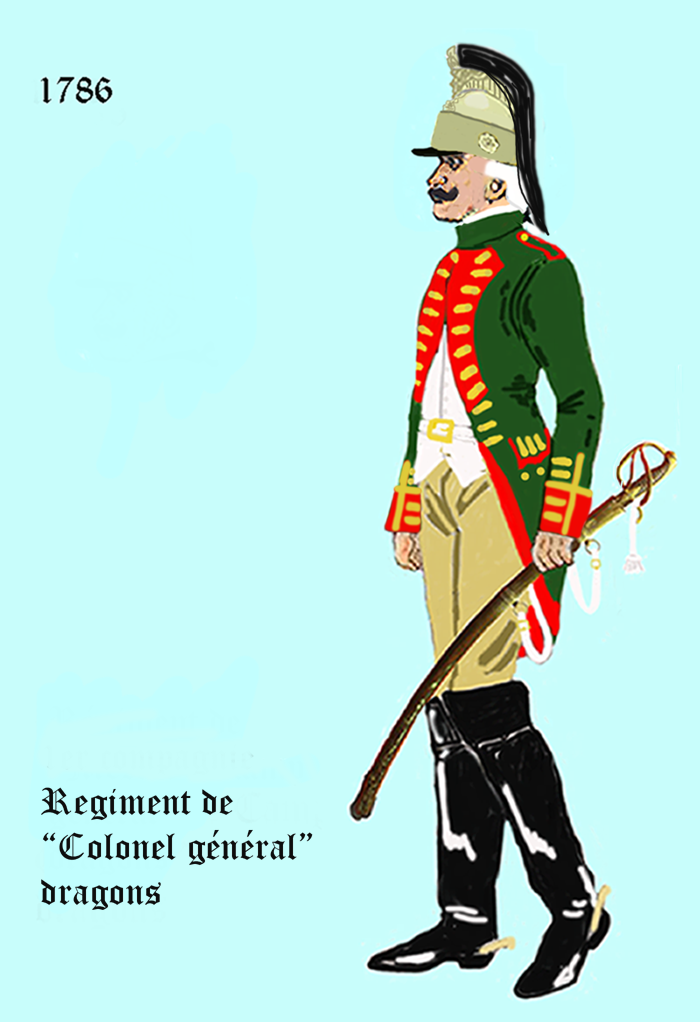
Alle anderen Kompanien 1786
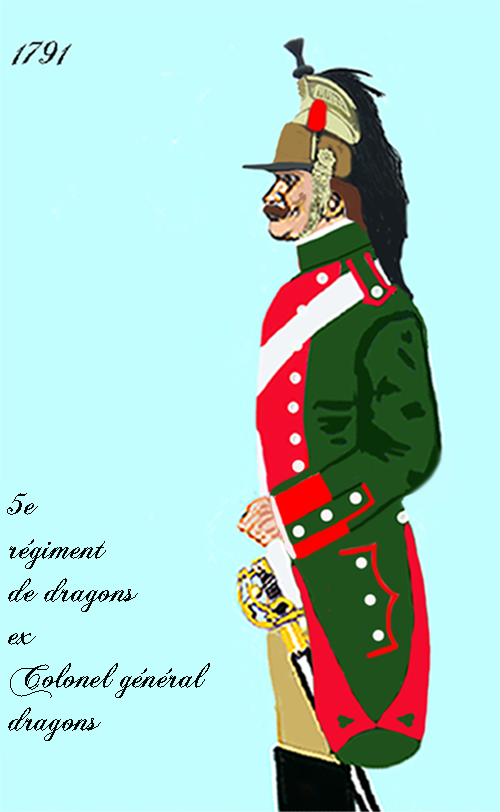
1791

## Gefechtskalender

### Ancien Régime
- 1672–1678:Holländischer Krieg:
  - 1674: Schlacht von Seneffe
  - 1677: Gefecht bei Peene

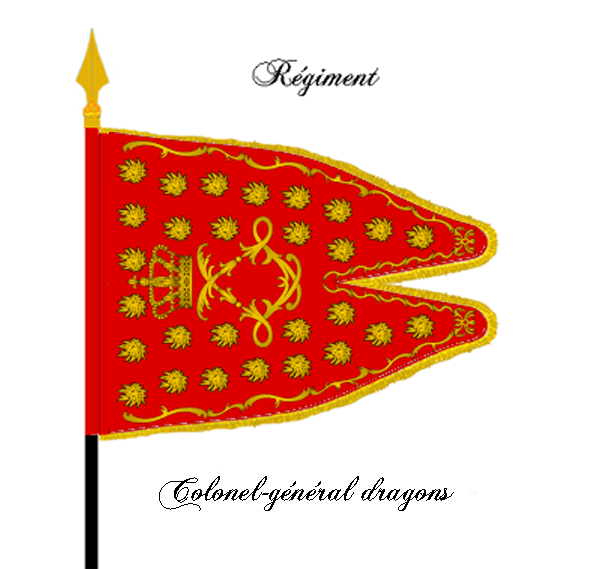
Standarte bis 1791

- 1688–1697: Pfälzischer Erbfolgekrieg
  - 1692: Belagerung von Namur
  - 1692: Schlacht von Steenkerke
  - 1693: Schlacht bei Neerwinden
- 1701–1710: Spanischer Erbfolgekrieg
  - 1703: Schlacht am Speyerbach
  - 1706: Schlacht bei Ramillies
  - 1707: Gefecht bei Lorch
  - 1709: Schlacht von Malplaquet
- 1740–1748: Österreichischer Erbfolgekrieg
  - 1746: Schlacht bei Roucoux
  - 1747: Schlacht bei Lauffeldt
- 1756–1763: Siebenjähriger Krieg
  - 1757: Schlacht bei Hastenbeck

### Revolution und Erstes Kaiserreich
- Französische Revolution und Erstes Kaiserreich
- 1792:

Kanonade bei Valmy,
Kämpfe bei Quiévrain
- 1793:

Schlacht bei Neerwinden, Kämpfe bei Lille, und Gertruydenberg
Schlacht bei Wattignies
- 1794:
  - Zuweisung des Regiments zur «Armée des Ardennes» (Ardennearmee) und dann zur «Armée de Sambre-et-Meuse» (Sambre-Maas-Armee)
- 1796–1797:
  - Zuweisung zur «Armée d’Italie» (Italienarmee) mit der Teilnahme am Italienfeldzug (1796–1797)

1796: Schlacht bei Mondovi
1796: Schlacht bei Castiglione
1796: Schlacht bei Bassano
- - Italienfeldzug (1799–1800)

1799: Einnahme von Cremona
1800: Schlacht bei Marengo
- 1805: Dritter Koalitionskrieg

Schlacht bei Wertingen
Schlacht bei Austerlitz

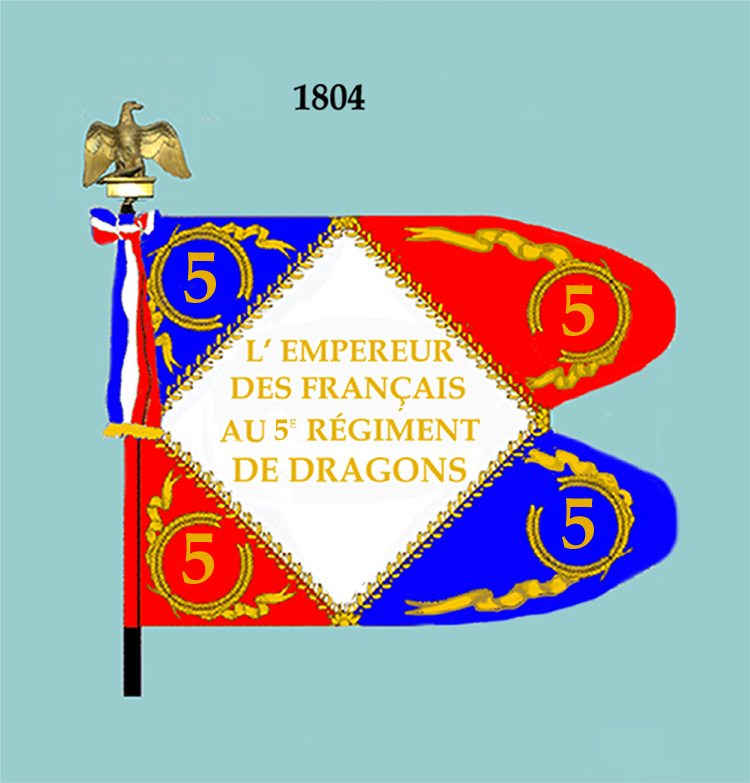
Standarte Modell 1804 Vorderseite
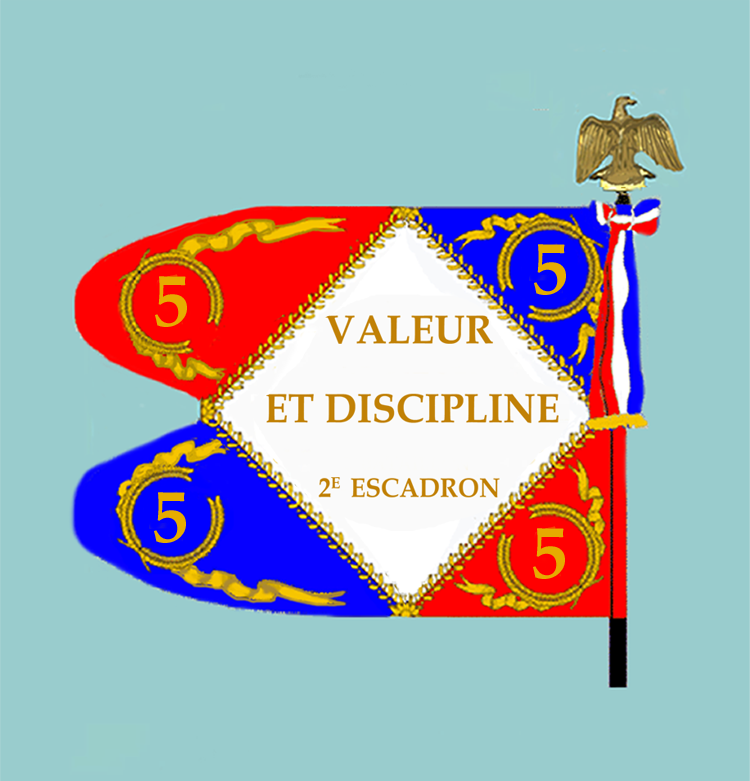
Standarte Modell 1804 Rückseite

- 1806–1807: Feldzug gegen Preußen und Polen

Gefecht bei Nasielsk
Schlacht bei Eylau
Schlacht von Friedland
- 1808: Spanischer Unabhängigkeitskrieg

Schlacht bei Almonacid
Schlacht bei Ocaña
- 1813: Spanischer Unabhängigkeitskrieg

Schlacht bei Vitoria
- 1813: Feldzug nach Deutschland

Völkerschlacht bei Leipzig
- 1814: Feldzug in Frankreich
  - Schlacht bei Craonne
  - Schlacht bei Fère-Champenoise
- 1815: Feldzug nach Belgien
  - Schlacht bei Ligny
  - Schlacht bei Waterloo
  - 1. Juli 1815: Gefecht bei Rocquencourt

### 1815–1848
1823: Feldzug nach Spanien
1831: Belgische Revolution – (Feldzug der Zehn Tage / 2. – 12. August 1831)

### Zweites Kaiserreich
- Zweites Kaiserreich

Während des Deutsch-Französischen Krieges war das Regiment der Armée du Rhin (Rheinarmee) zugeteilt.
Schlacht bei Spichern
Belagerung von Metz
Schlacht bei Colombey
Schlacht bei Gravelotte
Schlacht von Noisseville

### 1871–1914

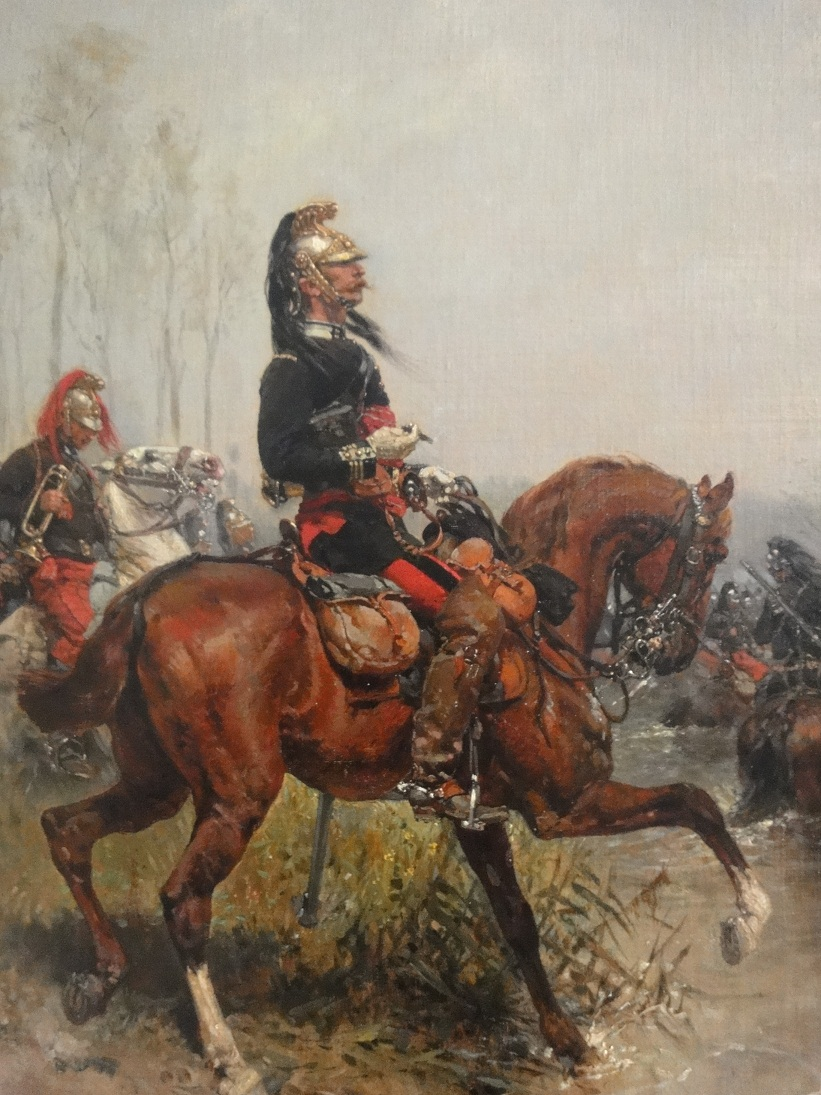
Alphonse de Neuville 1878 „Dragoneroffzier bei der Flußüberquerung“

- 1871–1873:Garnison in Camp de Graves, Abbeville, Amiens
- 1873–1885:Garnison in Saint-Omer
- 1885–1914:Garnison in Compiègne

### Erster Weltkrieg
- Bei Kriegsausbruch war das Regiment dem „Kavalleriecorps Sordet“ zugeteilt. Zusammen mit dem 21e régiment de dragons gehörte es zur «5e division de cavalerie» (5. Kavalleriedivision) des Général Lastour[5]

- 1914:

Im August war das Regiment in die Kämpfe an der französisch-belgischen Grenze verwickelt. Es kämpfte in der Schlacht um Lüttich, bei Neufchâteau (Belgien), Fleurus, Orbais und traf am 21. August in Maubeuge ein. Nach Kämpfen bei Charleroi geriet die Einheit in den allgemeinen Rückzug und kam am 5. September in der Gegend von Versailles an.
In der Ersten Marneschlacht war das Regiment bei Betz, Nanteuil, Margny, Rosière und Senlis eingesetzt. Es war dabei so engagiert, dass ihm das eine ehrenvolle Inschrift auf der Standarte einbrachte. (L’Ourcq 1914)
Im Wettlauf zum Meer kämpften die Dragoner bei Péronne, in der Picardie und in der Schlacht bei Arras. Am 5. Oktober griffen sie zu Fuß bei Riez-Bailleuil die deutschen Linien an und konnten diese mehrere Kilometer zurückdrängen.
Am 11. November traf das Regiment in Ypern ein, um hier endgültig im Grabenkrieg eingesetzt zu werden.
- 1915:

Im Februar verlegte die Einheit in die Champagne und im März an den Hartmannswillerkopf, wo es sich eine weitere ehrenvolle Inschrift auf der Standarte verdiente. (Vosges 1915).
Im Mai erfolgte die Verlegung nach Amiens und im Juni nach dem Artois, wo es im Grabenkampf eingesetzt wurde.
- 1916:

Das Regiment war im Stellungskrieg eingesetzt. Der Colonel Dauve wurde von Colonel Massiat als Regimentskommandeur abgelöst.
- 1917:

Am 19. Mai verlegten die Dragoner nach Noyon, wo sie für beritten gemacht und für Überwachungs- und Aufklärungsaufgaben in der Region Chauny-Tergnier eingesetzt wurden. Danach, wieder abgesessen, kehrten sie in den Stellungskrieg zurück und besetzten die Gräben im Abschnitt von Coucy.
Am 15. August wurde Lieutenant-colonel Bucant neuer Regimentskommandeur.
- 1918:

Bis Ende Mai lag das Regiment in Ruhe.
Am 18. März wurde Lieutenant-colonel Letexerant neuer Kommandeur.
Wieder beritten, marschierten die Dragoner ab dem 28. Mai über Meaux nach Mareuil-sur-Ourcq. Dort wurde abgesessen und die Ortschaft Montigny besetzt. Am 2. Juni erfolgte ein Angriff ohne Artillerievorbereitung auf die deutschen Stellungen bei Marizy und Passy-en-Valois. Im Juli wurden bei Villesaint, Dormans und Château-Thierry die deutschen Truppen, die bereits die Marne überquert hatte, zurückgedrängt. Die Dragoner führten zu Fuß mehrere Gegenangriffe durch.
Am 17. Juli war das Regiment an der Wiedereroberung von Œuilly beteiligt. Diese Zweite Marneschlacht brachte dem Regiment die Inschrift La Marne 1918 auf der Standarte ein.
Am Tag des Waffenstillstandes, dem 11. November 1918, befand sich das Regiment in Nancy. Am 6. Dezember überschritt es die deutsche Grenze und lag bis zum Januar 1919 in Pirmasens, dann in Landau (Pfalz) und im Februar in Bierstein-Oppenheim in Garnison. Im Juli 1919 wurde es nach Worms und später nach Düsseldorf verlegt.

### Zwischenkriegszeit
Stationierungsorte
- 1919–1925: Worms dann Düsseldorf
- 1925: Die Dragoner kehrten nach Frankreich zurück und wurde zunächst in Auxonne und dann in Gray stationiert. Dort wurde das Regiment am 28. Oktober 1928 aufgelöst.
- 1929: Im November wurde die Standarte in Lyon an den neuen Traditionsverband, das «5e bataillon de dragons portés»[6] übergeben. Diese ersetzte die bisherige «6e groupe de chasseurs cyclistes» (6. Gruppe Radfahrende Jäger).

### Zweiter Weltkrieg
- Zweiter Weltkrieg
- 1939

Das «5e bataillon de dragons portés» wurde wieder in das «5e régiment de dragons» umgewandelt. Es war Teil der «1redivision de cavalerie» (1. Kavalleriedivision) und wurde am 27. August an die Aisne kommandiert.
- 1940

Im Februar wurde die Einheit der «11e Brigade leger mechanisée» (11. Leichte Mechanisierte Brigade) des Général d’Arras unterstellt.
Am 10. Mai stand das Regiment bei Revin, überquerte die Maas bei Dinan und kämpfte in Belgien bis zum 15. Mai. Hier bei Morville (Belgien) verdiente es sich die ehrenvolle Inschrift auf der Standarte la Meuse 1940. Unter heftigen Angriffen lösten sich die restlichen Dragoner aus der Front und zogen vier Kilometer weiter bei Hirson erneut Stellung. Anschließend wurden sie am 16. Nai bei Le Nouvion-en-Thiérache neu gruppiert.
Am 17. Mai wurden Abwehrstellungen bei Oisy (Aisne) bezogen.
Am 18. Mai bestand das Regiment noch aus 10 Offizieren sowie 130 Unteroffizieren und Reitern. Sie verfügten pro Mann nur über 5 Patronen und zogen sich nach Bohain zurück. Hier wurden sie von deutschen Panzern eingeschlossen und gingen, nachdem die Munition zu Ende war, in Gefangenschaft. Die Entkommenen und die Regimentsbagage sammelten sich in La Souterraine, wo das Regiment formell aufgelöst wurde. Die Standarte konnte bis zur Befreiung auf dem Château de Meyrieu versteckt werden.
- 1940-1942:

Als Teil der sogenannten Waffenstillstandsarmee (die Armee des unbesetzten Frankreich – auch Vichy-Frankreich genannt) wurde das Regiment im August 1940 in Macon neu aufgestellt. Kommandeur war der Colonel Watteau.
Angesichts der alliierten Landung in Algerien wurde das 5e RD am 8. November 1942 zum Küstenschutz nach Toulon verlegt. Hier verblieb es 10 Tage und kehrte dann nach Macon zurück, wo es am 27. November entwaffnet und demobilisiert wurde.
- Résistance

Die meisten der entlassenen Dragoner gingen in den Widerstand. Viele die von der Gestapo aufgegriffen wurden, waren Folterungen und Hinrichtungen ausgesetzt, oder starben in der Deportation. Der Opfergang dieser Männer wurde mit der Inschrift Résistance Bourgogne 1944 auf der Standarte gewürdigt. Die Angehörigen des ehemaligen 5e RD waren dann an der Befreiung von Macon Chalon-sur-Saône und Autun beteiligt.
Im September 1944 wurde das Regiment wieder aufgestellt und hielt in den Alpen den Abschnitt von Beaufortin und kämpfte dann bei Ubaye. Am 22. und 23. April 1944 nahm es das «Fort Roche-la-Croix» und das «Fort Saint-Ours» ein und war an der Eroberung des «Col de Larche» beteiligt. Am Ostermontag 1945 wurde dem Regiment von Général de Gaulle in Chambéry die Standarte zurückgegeben. Zwei Escadrons wurde dann mit Kampfpanzern Hotchkiss H-35 und zwei weitere als Aufklärungsschwadronen mit Bren Carrier ausgerüstet.

## 1945–2003
Garnisonen

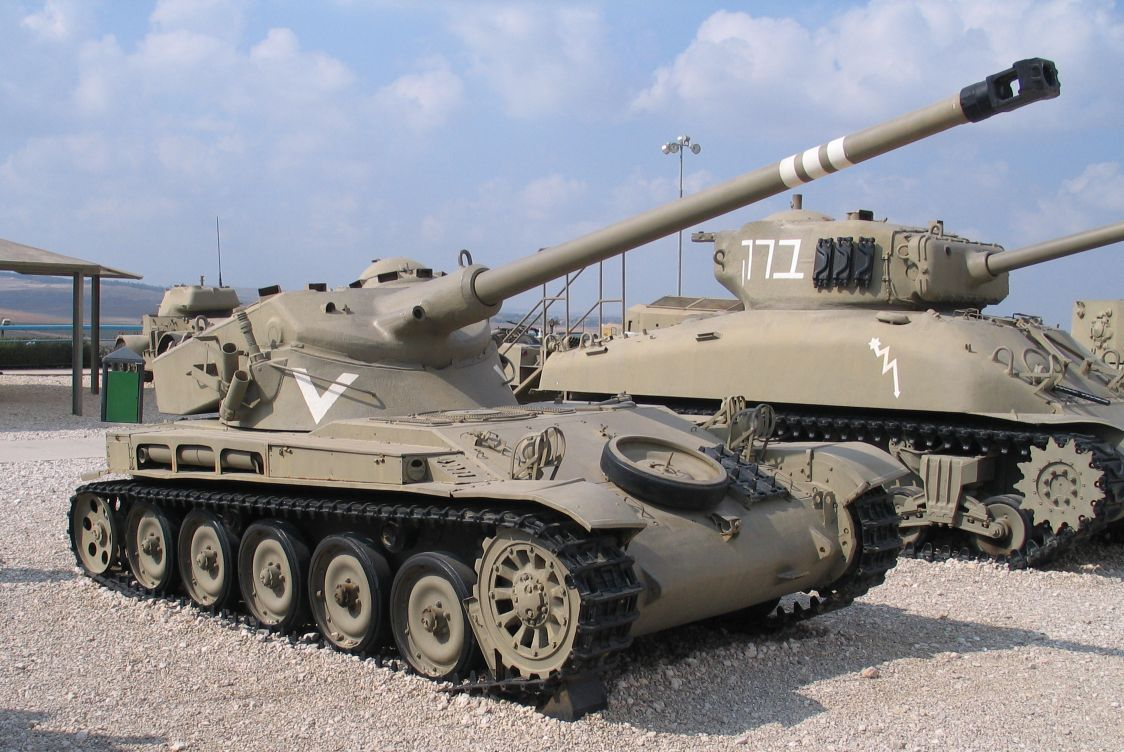
Jagdpanzer AMX 13

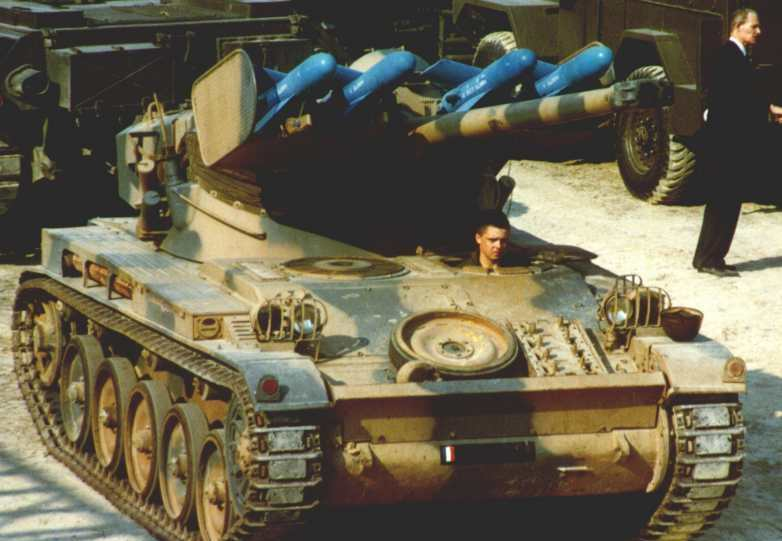
Jagdpanzer AMX 13 SS 11

- 1948–1951: Schwaz und Hall in Tirol

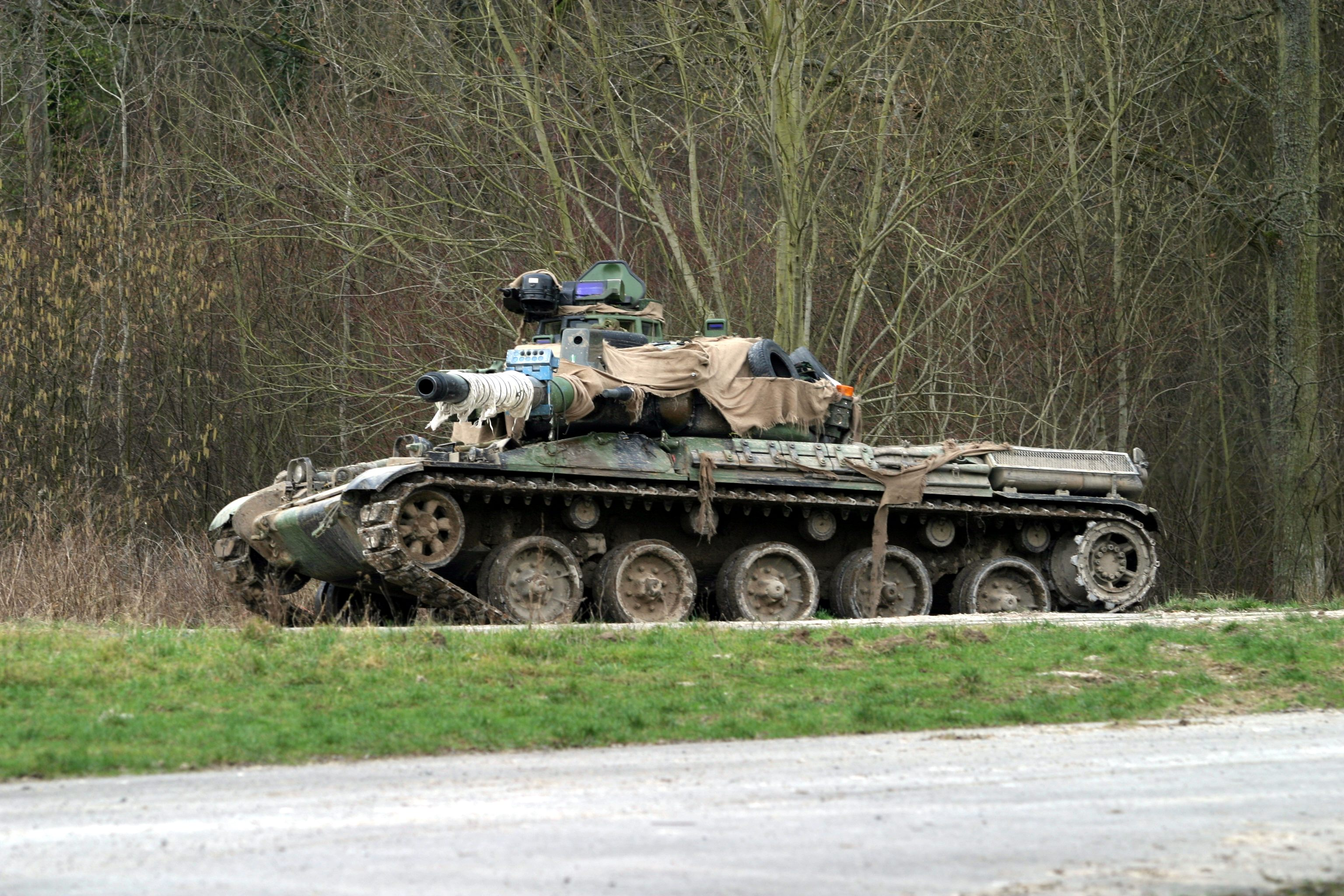
Der zuletzt verwendete Panzertyp AMX-30 B

- 1953–1964: Périgueux
- 1964–1968: Friedrichshafen
- 1968–1978: Tübingen
- 1978–2003: Camp de Valdahon

- 1945:

Anfang September wurde das Regiment von Chambéry in die Gegend von Arbois (Jura) verlegt, wo es mit dem noch fehlenden Material ausgerüstet wurde.
Ab dem 8. September begann die Verlegung nach Österreich.
Am 8. November fand in Dornbirn vor dem Général Betouard eine Truppenbesichtigung statt. Anschließend rückt die Einheit nach Tirol vor. Die Escadrons wurden in Lermoos, Ehrwald und Mühl stationiert. Der Stab kam nach Reutte.
- 1946:

Am 10. April wurde das Regiment aufgelöst, das Personal auf «25e DAP», die „École de cavalerie de Saumur“ (Kavallerieschule in Saumur) und das 2e régiment de dragons verteilt. Letzteres war das einzige französische Regiment, das in Österreich verblieb.
- 1948:

Am 15. April wurde das «5e RD» als Aufklärungsregiment in Tarascon wieder aufgestellt. Im Oktober übernahm es in Schwaz und Hall die Garnisonen des «2e RD».
- 1950:

Ausrüstung mit Panzern vom Typ M24 Chaffee
- 1955:

Nach fünf Jahren als Besatzungstruppe in Österreich kehrten die Dragoner nach Frankreich zurück. In Périgueux wurde die Einheit in ein Panzerregiment umgewandelt und mit Panzern vom Typ M4 Sherman ausgerüstet.
Am 1. Februar wurde die Einheit zu einem Lehrregiment (Centre d’Instruction) der ABC umgebildet. Hauptaufgabe war die Ausbildung der, für den Kampf in Algerien (Algerischer Unabhängigkeitskrieg) vorgesehenen Panzerkräfte.
Am 5. September wurde im Camp du Ruchart ein Infanteriebataillon aufgestellt und dem Regiment angegliedert. Es führte die Bezeichnung „Bataillon de dragons 2/342“. Es wurde am 10. Oktober nach Casablanca eingeschifft und bezog Stationen östlich von Rabat.
- 1956:

Im Januar marschierte das 2/342 über Touissit südlich nach Oujda und Figuig, um im Grenzschutz an der algerisch-marokkanischen Grenze eingesetzt zu werden. Am 1. März wurde das Bataillon Stamm für das wiederaufgestellte «21e régiment de dragons».
- 1964:

Das Lehrregiment wurde wieder aufgelöst.
Am 1. Juni wurde das 7erégiment de chasseurs d’Afrique in Friedrichshafen in «5e régiment de dragons» umbenannt. Die Ausrüstung bestand aus den Jagdpanzern AMX 13 und AMX 13 SS 11.
- 1968: Die Garnison wurde nach Tübingen verlegt. Hier bezog das Regiment die gleiche Kaserne wie das «24e Groupe de Chasseurs» (Bataillon de la Garde). Dieses wurde am 31. August 1978 aufgelöst.

- 1978:

Am 1. September 1978 verlegte die Einheit auf den Truppenübungsplatz Camp de Valdahon, um hier die Kampfpanzer vom Typ AMX 30 vom aufgelösten «30e régiment de dragons» zu übernehmen.
- 1991:

Das Regiment wurde Teil der «7e DMT» (Division militaire territoriale) und bestand aus:
einer Stabs- und Versorgungsescadron
drei Escadrons mit je 17 Panzern AMX 30
einer Ausbildungsescadron
und der Divisions-Panzeraufklärungsescadron
- 1992:

Umrüstung auf AMX 30 B und Aufstellung einer weiteren Panzerescadron.
* 1994
Im Juli fand eine Reorganisation des Heeres statt. Das Regiment wurde der «27e division d'infanterie de montagne» (27. Gebirgsdivision) in Grenoble unterstellt. Die Dragoner waren an verschiedenen UN-Friedensmissionen beteiligt, so im Libanon und in Bosnien.
- 2003:

Im Zuge einer erneuten Reorganisation des Heeres wurde das «5ee régiment de dragons» am 30. Juni im Camp de Valdahon aufgelöst.
- 2009:

Nachdem im Jahre 2009 das 4e régiment de dragons wieder aufgestellt wurde, wurde dessen Standarte, die bisher die Tradition der Dragoner im CENTAC in Mailly-le-Camp verkörpert hatte, durch die Standarte des, «5e Régiment» ersetzt.
- 2016:

Wiederaufstellung als Lehrregiment in Mailly-le-camp. Am 1. Juli 2016 erfolgte die Herauslösung aus dem CENTAC die Unterstellung unter die „7e brigade blindée“ Das Regiment ist mit Kampfpanzern Leclerc ausgestattet. Bei der Parade am 14. Juli 2018 wurde auch als Neuausrüstung das Gewehr HK416 anstelle des FAMAS geführt.

## Inschriften auf der Standarte
Die Standarte des Regiments trägt auf der Rückseite in goldenen Lettern die Namen der Schlachten, an denen es ehrenvoll teilgenommen hat.:
- Valmy 1792
- Wattignies 1793
- Arcole 1796
- Austerlitz 1805
- Eylau 1807
- L'Ourcq 1914
- Vosges 1915
- La Marne 1918
- La Meuse 1940
- Résistance Bourgogne 1944

## Auszeichnungen
- Das Band der Standarte ist mit dem Croix de guerre von 1914-1918 mit drei Palmenzweigen und einem silbernen Stern und mit dem Croix de guerre 1939-1945 mit einem Palmenzweig dekoriert.

## Devise
Victoria pinget (Il s’embellit par la victoire – Er verschönert sich durch den Sieg)

## Bekannte Angehörige des Regiments
- Raymond Pierre Penne späterer General der Revolution und des Kaiserreichs
- Charles Athanase Marie de Charette de La Contrie (1796–1848), Lieutenant-colonel im 5e RD.
- Albert Uderzo, Wehrpflichtiger im Regiment und von 1948 bis 1949 in Schwaz stationiert.
- Théodore de Foudras, Schriftsteller ( 1800/1872 )

### Interne Verbandsabzeichen

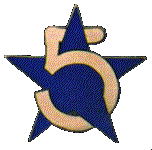
1929
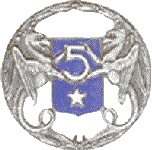
1936
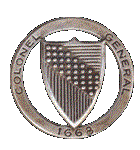
1945
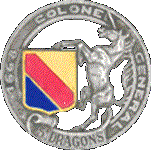
1948
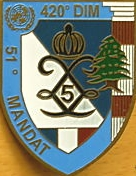
Libanoneinsatz
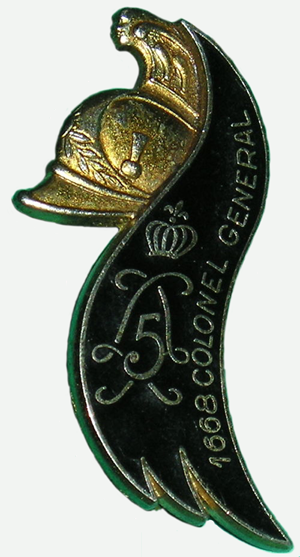
1965 bis 2016